# دژ روهتاس
دژ روهتاس (پنجابی، اردو: قلعه روهتاس؛ کیلا روتاس) استحکامات متعلق به قرن شانزدهم است که در نزدیکی شهر جلهم در استان پنجاب در پاکستان واقع شده‌است. این قلعه در زمان سلطنت شیر شاه سوری بین سالهای ۲۵۱۶ تا ۲۵۱۸ ساخته شده‌است. این قلعه برای سرکوب محلی قبایل گاخار پوتهار منطقه طراحی شده‌است. قبایل گاخار متحدین امپراتوری گورکانی هند بودند و از به رسمیت شناختن شیر شاه سوری امتناع ورزیدند. این قلعه یکی از بزرگترین و عالی‌ترین دژهای ساخته شده در شبه‌قاره هند است. روهتاس هرگز با زور یورش فتح نگردید، و سالم و به طول قابل قبولی دست نخورده حفظ شده‌است.
این قلعه به دلیل داشتن دیوارهای دفاعی بزرگ و چندین دروازه یادبود مشهور است. قلعه روهتاس در سال ۱۹۹۷ توسط یونسکو به عنوان میراث جهانی به دلیل «نمونه ای استثنایی از معماری نظامی مسلمانان آسیای میانه و جنوبی» ثبت شده‌است.

## محل

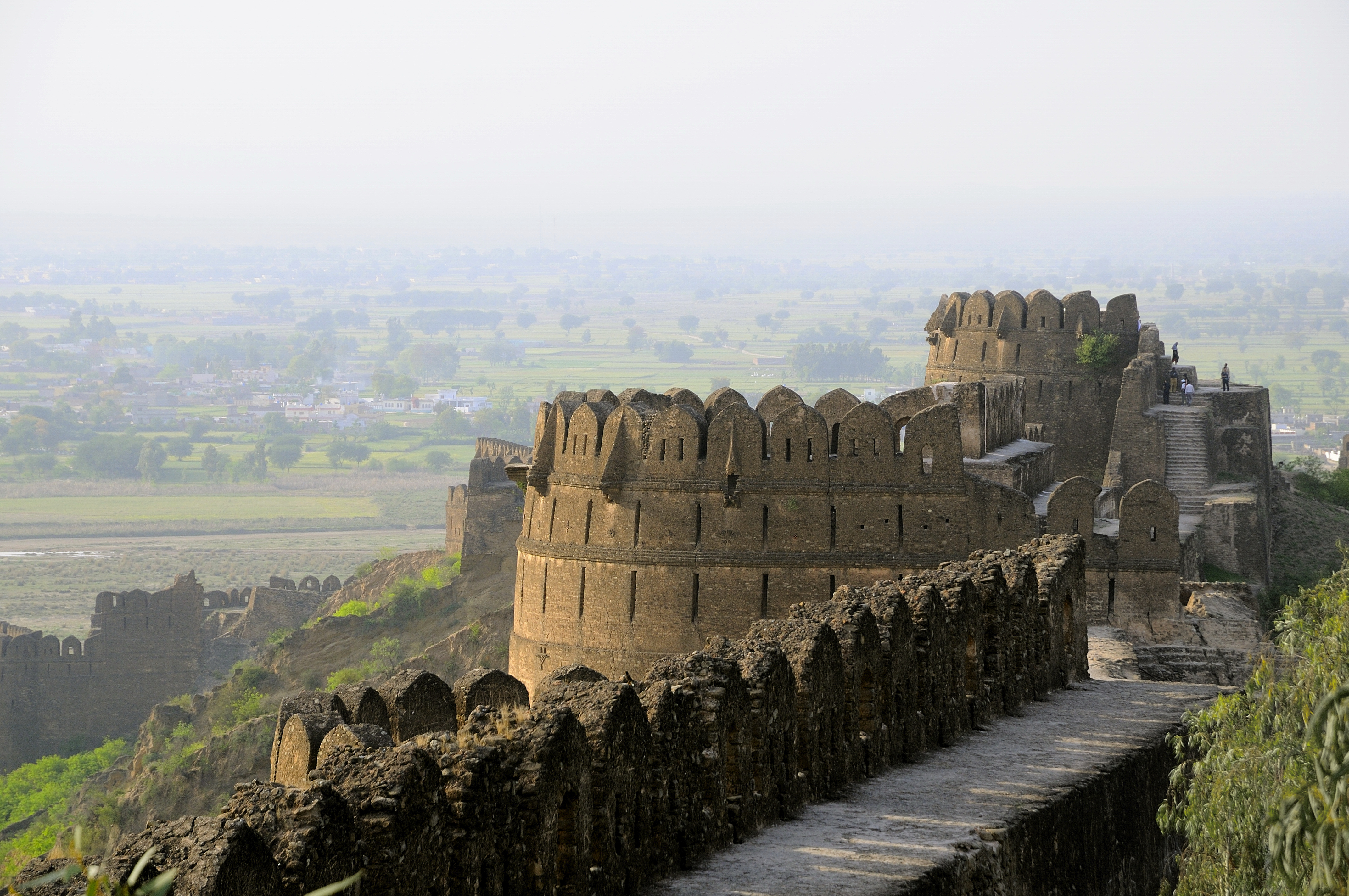
قلعه روتاس بر روی تپه ای مشرف به فلات Pothohar ساخته شده‌است.

این قلعه در هشت کیلومتری جنوب جاده گرند ترانک واقع شده‌است. تقریباً ۱۶ کیلومتری شمال جهلوم، و در نزدیکی شهر دینا و ۳ کیلومتری خواجه قرار دارد. جاده تاریخی شهرک اعظم یک بار در مجاورت دیوار بیرونی قلعه گذشت.
قلعه روهتاس بر روی تپه ای مشرف به یک دره ساخته شده‌است که رودخانه کوهان با یک جریان فصلی به نام پارنال خاس در محدوده تیلا جوگیان قرار دارد. قلعه حدود ۳۰۰ فوت (۹۱ متر) بالاتر از محیط اطراف خود و ۲٬۶۶۰ فوت (۸۱۰ متر) از سطح دریا قرار دارد و مساحتی بیش از ۱۲٫۶۳ جریب فرنگی (۵۱٬۱۰۰ متر مربع) دارد.

## پیش زمینه
این قلعه توسط شیرشاه سوری، بنیانگذار امپراتوری سور ساخته شد. این قلعه به منظور جلوگیری از پیشرفت امپراتوری مغول، همایون، که به دنبال شکست در نبرد قنوج به ایران تبعید شده بود، طراحی و ساخته شده‌است. این قلعه یک موقعیت استراتژیک بین منطقه کوهستانی افغانستان و دشت‌های پنجاب را در اختیار دارد و برای جلوگیری از بازگشت امپراتور مغول به هندوستان قرار داشت.
همچنین برای سرکوب محلی قبایل گاخار که از متحدین امپراتوری مغول بودند و از به رسمیت شناختن شیر شاه سوری امتناع ورزیدند استفاده می‌شده‌است.

## تاریخ

### دوره سور
قدمت این قلعه به سلسله سور برمی گردد، جایی که امپراتور شیرشاه سوری دستور داد این قلعه پس از پیروزی وی بر روی امپراتور مغول ساخته شود. ساخت قلعه در سال ۱۵۴۱ آغاز شد. در درجه اول به عنوان دفاع در برابر مغول‌ها ساخته شده‌است.

### دوره مغول
این قلعه به زودی در سال ۱۵۵۵ به امپراتور مغول نصیرالدین همایون واگذار شد، پس از آنکه فرماندار محلی، تاتار خان کیکو، قلعه را پس از پیشروی و پیشرفتهای ارتش مغول ترک کرد.